# Pins Are Lucky
Pins Are Lucky é um curta-metragem mudo norte-americano de 1914, do gênero comédia, com o ator cômico Oliver Hardy.

## Elenco
- Billy Bowers - Cyrus Singleton
- Frances Ne Moyer - Ruth Singleton
- Oliver Hardy - Peter Pelton (como O.N. Hardy)
- Raymond McKee - John Cozens